# 滕璘
滕璘（1150年—1229年），字德粹，号溪斋，婺源（今属江西）人。
早年與弟滕珙追隨朱熹學習，曾問學於陈傅良。後入太学，淳熙八年进士，授鄞县（今寧波市鄞州區）尉，轉任鄂州（湖北省鄂州市）教授。後任四川制置司幹官。知嵊县（现嵊州市）。历官浙东、福建帅司参议官，以朝奉大夫致仕歸里。绍定二年（1229年）卒。著有《溪斋类稿》三十卷，今不存。